# Клиновидные кости (стопа)
Клиновидные кости (лат. ossa cuneoformia) — три предплюсневые кости стопы, формой напоминающие клинья. Эта группа костей объединяет медиальную, промежуточную и латеральную кости. За клиновидными костями лежит ладьевидная кость. Снаружи от них находится кубовидная кость.  Между ладьевидной и клиновидными костями располагается клиноладьевидный сустав (лат. atriculatio cuneonavicularis), а с кубовидной костью клиновидные кости соединяются клинокубовидным суставом (лат. atriculatio cuneocuboidea). Полости этих суставов сообщаются между собой и с полостью плюсне-предплюсневых суставов.